# Anna Korzeniak
Anna Maria Korzeniak (ur. 16 czerwca 1988 w Krakowie) – polska tenisistka, mistrzyni Polski.

## Życiorys
W ramach turniejów kobiecych ITF Anna występuje od 2003 roku. Swoje starty rozpoczęła od kwalifikacji do niewielkiej imprezy w Warszawie, przebrnęła je, po czym w pierwszej rundzie przegrała z Alicją Rosolską. Dzięki dzikiej karcie zagrała w Olecku i wygrała tam swój pierwszy mecz w zawodach ITF, pokonując Barbarę Krzesińską 6:4, 6:2. W 2004 roku w stolicy kraju osiągnęła ćwierćfinał, ulegając czeskiej zawodniczce, Petrze Novotnikovej. W sierpniu 2005 doszła do półfinału w Gliwicach, a niecały miesiąc później została wicemistrzynią imprezy we włoskim Benevetto. W połowie października 2005 odniosła pierwsze turniejowe zwycięstwo w cyklu ITF, pokonując w finale w Canottieri (Rzym) Annalisę Bonę 6:4, 6:2. Kilka dni później wygrała także zawody w Castel Gandolfo. Rok 2006 rozpoczęła od triumfu w niemieckim Buchen (Odenwald), eliminując w decydującym meczu Anę Veselinović z Serbii i Czarnogóry. Do końca roku nie zapisała się na liście zwyciężczyń żadnego turnieju, ale zmieniła tę sytuację w styczniu 2007. Okazała się najlepsza w Grenoble, wygrywając w finale z Florence Haring. Później zwyciężała jeszcze w Fontanafredda i Nantes. Korzeniak sporadycznie występuje w grze podwójnej, a w żadnym z jej dotychczasowych startów w tej konkurencji (ostatnio sierpień 2006) nie przeszła pierwszej rundy.

## Wygrane turnieje rangi ITF
| turnieje z pulą nagród 100 000 $ |
| turnieje z pulą nagród 75 000 $  |
| turnieje z pulą nagród 50 000 $  |
| turnieje z pulą nagród 25 000 $  |
| turnieje z pulą nagród 15 000 $  |
| turnieje z pulą nagród 10 000 $  |

### Gra pojedyncza
|     | Data       | Turniej           | Kat. | ($)    | Naw.     | Finalistka             | Wynik         |
| 1.  | 09/10/2005 | Rzym (Canottieri) | ITF  | 10 000 | ziemna   | Annalisa Bona          | 6:4, 6:2      |
| 2.  | 16/10/2005 | Castel Gandolfo   | ITF  | 10 000 | ziemna   | Giulia Gatto Monticone | 6:3, 6:0      |
| 3.  | 19/02/2006 | Buchen (Odenwald) | ITF  | 10 000 | dywanowa | Ana Veselinović        | 2:6, 7:5, 7:6 |
| 4.  | 28/01/2007 | Grenoble          | ITF  | 10 000 | twarda   | Florence Haring        | 7:6, 6:4      |
| 5.  | 24/06/2007 | Fontanafredda     | ITF  | 25 000 | ziemna   | Anastasija Sevastova   | 7:5, 6:0      |
| 6.  | 07/10/2007 | Nantes            | ITF  | 25 000 | twarda   | Virginie Pichet        | 5:7, 6:1, 6:2 |
| 7.  | 23/03/2008 | Pomezia           | ITF  | 10 000 | ziemna   | Liana-Gabriela Balaci  | 6:3, 6:3      |
| 8.  | 27/07/2008 | Horb am Neckar    | ITF  | 10 000 | ziemna   | Simona Dobrá           | 2:6, 6:3, 6:1 |
| 9.  | 12/04/2009 | Foggia            | ITF  | 10 000 | ziemna   | Kristina Mladenovic    | 6:3, 6:1      |
| 10. | 12/05/2011 | Almere            | ITF  | 10 000 | ziemna   | Hilda Melander         | 6:2, 7:5      |